# Frances et Joseph Gies
Frances Gies (10 juin 1915, Ann Arbor, Michigan – 18 décembre 2013 à Auburn, Michigan) et Joseph Gies (8 octobre 1916 - 13 avril 2006) sont des historiens et écrivains américains médiévistes, qui ont collaboré sur un certain nombre de livres à propos du Moyen Âge, et ont également écrit des œuvres individuelles. Ils étaient mari et femme. Joseph Gies est diplômé de l'Université du Michigan.